# Bruchus pisorum
Bruchus pisorum es una especie de escarabajo del género Bruchus, familia Chrysomelidae. Fue descrita científicamente por Linnaeus en 1758.
Suelen atacar cultivos de leguminosas en áreas templadas.

## Distribución
El área de distribución natural de Bruchus pisorum es Asia menor, dondequiera que esté presente su especie huésped. Su capacidad para sobrevivir en la semilla de guisante seca durante un tiempo prolongado ha llevado a que se transporte a otras regiones en lugar de migrar de forma natural, por lo que ahora se considera cosmopolita. Harris (1841) informó que, durante un viaje de recolección para Linnaeus en 1748, Peter Kalm encontró el gorgojo del guisante en los Estados Unidos y las infestaciones eran de un nivel tan alto que el guisante ya no podía cultivarse con éxito en varios estados. Desde entonces, el gorgojo se ha propagado y se ha convertido en una plaga en todas las áreas de cultivo de guisantes de los Estados Unidos. En 1918, Skaife informó sobre el establecimiento del gorgojo del guisante en Sudáfrica.
Habita en Portugal, Austria, Francia, Japón, Noruega, Países Bajos, Estonia, Finlandia, Túnez, Alemania, Reino Unido, Austria, Argelia, España, China, Suecia, Ucrania, Sudáfrica, Bélgica, Checa, Grecia, Italia, Chipre, Polonia, Puerto Rico, Afganistán, Bulgaria, Chile, Croacia, Israel, Irak, Marruecos, Rusia, Turquía, Canadá y los Estados Unidos.

## Ciclo de vida
El gorgojo del guisante es una especie univoltina. Las larvas emergen de los huevos en 3 a 5 semanas. Pasan por cuatro estadios larvarios (Brindley 1933) que llevan 7 a 11 semanas. Las pupas llevan 2 a 3 semanas. En el sur de Australia, los gorgojos adultos abandonan sus sitios de hibernación y llegan a los cultivos de guisantes a principios de la primavera. Pueden llegar a mediados de agosto, pero la mayoría de los años llegan a principios de septiembre (Baker 1990a). Las estimaciones de fecundidad oscilan entre tres huevos y 735 huevos por hembra.

## Galería

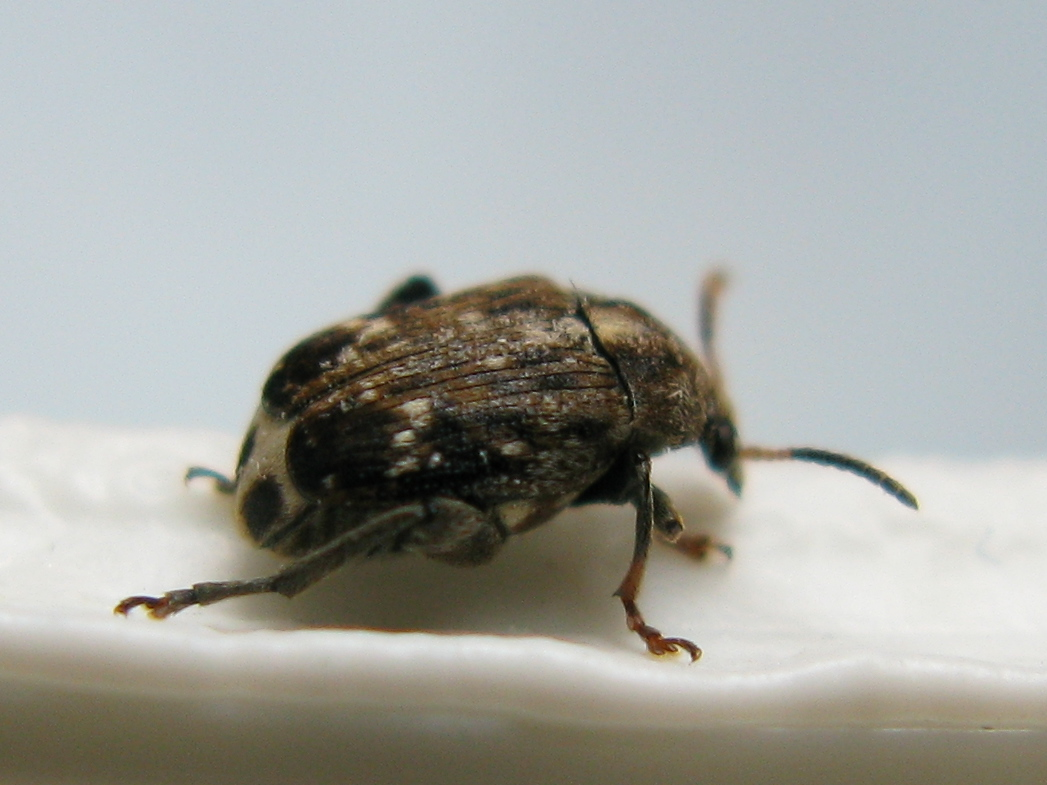
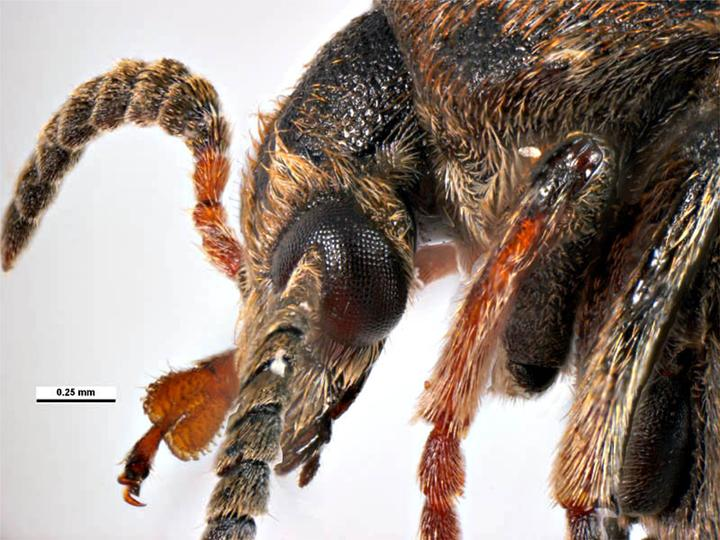
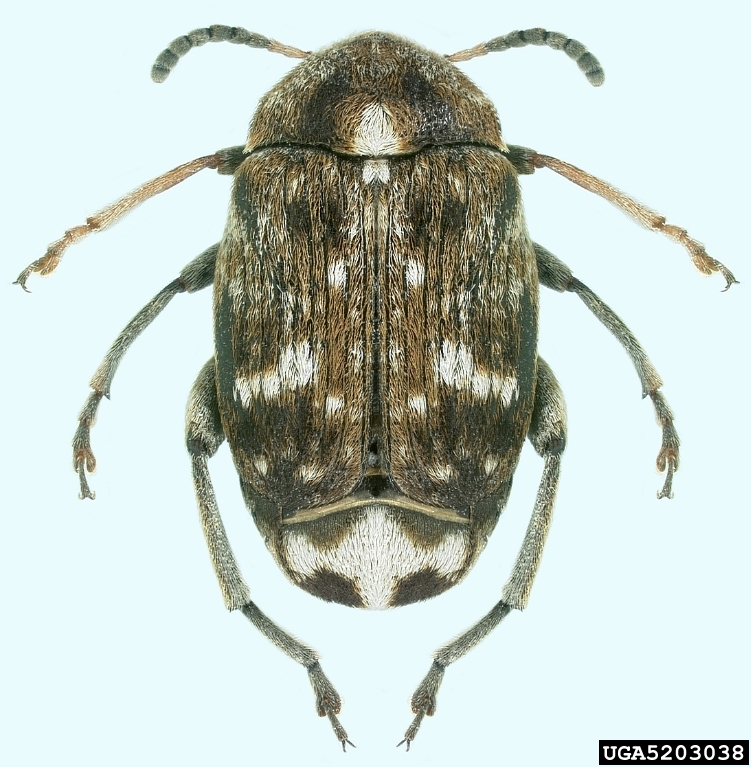
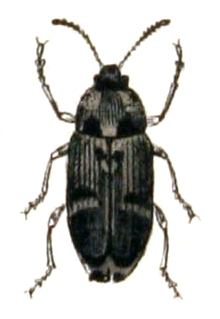
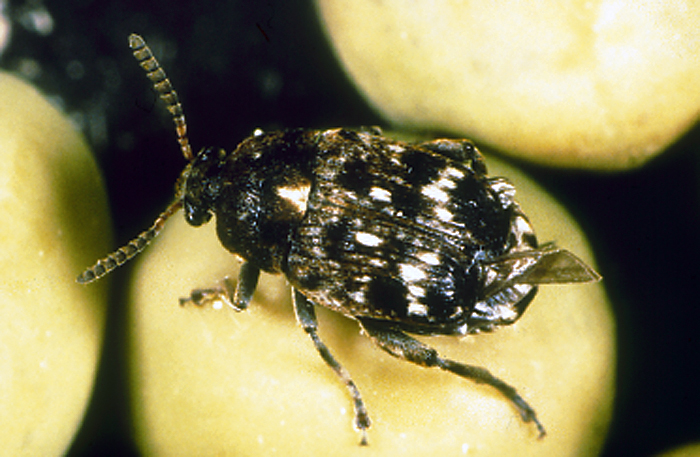